# Бон Бренцони, Катерина
Катерина Бон Бренцони (итал. Caterina Bon Brenzoni; 28 октября 1813, Верона — 1 октября 1856, там же) — итальянская писательница и поэтесса.

## Биография
Родилась в Вероне, в то время находившейся под властью Наполеона, в семье графа Альберто Бона и маркизы Марианны Спольверини. Когда её отец умер, Катерине было всего три года, и вскоре её мать, отличавшаяся строгостью и тяжёлым характером, отправила её учиться в монастырь. Вернувшись из монастыря, Катерина, которая показала значительные способности к литературе ещё в раннем возрасте, была поручена заботам священника Анджело Бьянки. В возрасте восемнадцати лет она вышла замуж за графа Паоло Бренцони, принадлежавшего к дворянскому семейству и увлекавшегося искусством. После свадьбы в церкви Святой Евфимии молодая пара переехала жить в особняк в историческом центре города.
31 марта 1833 года у пары родился сын, Джузеппе, который умер на следующий день; Чезаре Беттелони посвятил ему оду. В 1834 году у них родился ещё один ребенок, Альберто, который прожил всего два года. Эти печальные события оказали негативное влияние на душевное состояние графини, которая и от природы была застенчивой и склонной к меланхолии.
Скорбь, которая преследовала её в те годы, не помешала Катерине превратить свой дом в престижный литературный салон, место встреч представителей интеллигенции и знати Вероны. Благодаря приданому и трудам её мужа, который занимался искусством, Катерина могла полностью посвятить себя литературе и поэзии, главным страстям её жизни. В её круг входили такие видные деятели второй половины XIX века, как Джузеппе Дзамбони, граф Паоло Перес, Карло Чезаре Джулиари и Беттелони. Друзья графини были наиболее значимыми личностями в городской аристократии. В 1845 году её муж, вернувшись из долгого путешествия, обнаружил, что она серьёзно больна. Катерина была подвергнута интенсивному и частому лечению.
В 1856 году она умерла в своем родном городе. Её муж организовал публикацию трудов своей жены.

## Главные произведения
- A Maria Teresa Sérego Alighieri nel giorno delle sue nozze con Giovanni Gozzadini, Verona, Libanti 1841;
- I cieli. A M.rs Mary Somerville, Milano, Francesco Vallardi 1853;
- Dante e Beatrice, Pisa, Pieraccini 1853;
- Poesie, Firenze, Barbèra, Bianchi e C. 1857;
- Giannetta di Montamiata, Firenze, Cellini e C. 1868.